# Закон про міжнародні надзвичайні економічні повноваження
Закон про міжнародні надзвичайні економічні повноваження (англ. International Emergency Economic Powers Act, IEEPA) — закон США, прийнятий у 1977 році, який дозволяє Президенту США вводити економічні санкції у різних випадках.

## Зміст
Закон дає змогу Президенту США у разі «незвичайної та надзвичайної загрози… національній безпеці, зовнішній політиці або економіці Сполучених Штатів» запроваджувати різноманітні заходи у сфері економічного регулювання, зокрема й економічні санкції проти держав, а також іноземних юридичних і фізичних осіб, зокрема блокувати транзакції та заморожувати активи для усунення загрози. У разі фактичного нападу на США президент також може конфіскувати майно, що належить державі, групі або особі, які сприяли нападу. Закон також передбачає кримінальну відповідальність за порушення санкцій (позбавлення волі на строк до 20 років та штраф до 1 000 000 доларів США).